# 国体擁護連合会
国体擁護連合会（こくたいようごれんごうかい、1932年 - 1945年）はかつて存在した日本のナチス党支持の右翼団体の連合会（内務省管轄の団体）。第1次近衛内閣が1937年に創設した国民精神総動員中央連盟に加盟した中でも、特に政府に批判的な姿勢を強調した急進的反共主義団体。

## 概要

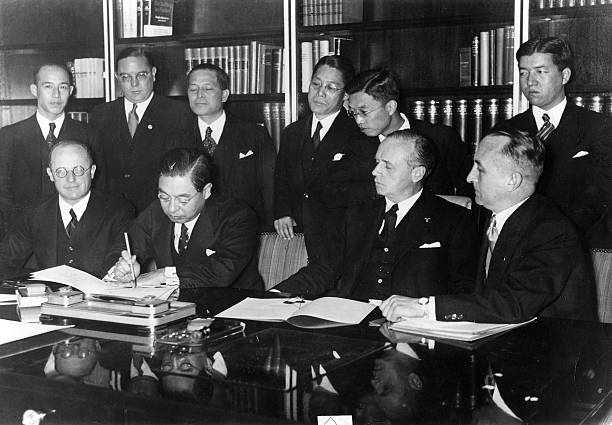
防共協定調印式（ベルリン）。

満州事変の翌年の1932年、「満州に深い関係を持つ愛国者の一郡」を中心に国体擁護連合会が結成された。1932年（昭和7年）12月2日の第1回会合は工藤忠の訪日歓迎会を兼ねて血盟団事件や司法官赤化事件などの社会問題が議題になった。12月13日松本楼の第3回会合には150名が出席し、当時の内閣総理大臣斎藤実、司法大臣小山松吉に引責辞任を求める決議をした。
1933年、日本の国連脱退などを受けて国体議論が盛んになるなか、ナチス・ドイツの焚書問題では、ドイツ代理大使を通してヒトラーに激励文を送付した。
1935年（昭和10年）には、美濃部達吉の天皇機関説を排撃した（国体明徴運動)。
1936年には、防共協定締結を祝い、同年開業した後楽園球場で記念祝賀会を企画開催した。
1937年に第1次近衛内閣が創設した国民精神総動員中央連盟に加盟したときには、国体擁護連合会には、大日本生産党、政教社、黒龍会、愛国法曹連盟など76の加盟右翼団体が加盟していた。
常任委員のうち入江種矩、池田弘は1938年設立の大日本回教協会の評議員となった。
戦後に、岩田愛之助は公職追放を受けた。

## 発行物
- 三武錠史『五ケ年を顧みて』国体擁護連合会、1938年。